# Jamkaran-moskén
Jamkaran-moskén i utkanten av Qom i Iran är ett populärt pilgrimsmål för shiamuslimer. Den lokala folktron i trakterna kring Qom gör gällande att den tolfte shiaimamen Muhammad al-Mahdi al-Muntazar - en messiasgestalt som enligt shiatron ska återkomma och leda världen till fred och försoning - en gång uppenbarat sig vid Jamkaran för att be. Varje tisdagskväll samlas tiotusentals shiamuslimer i Jamkaran för att be och för att lämna ett brev till imamen, där de ber om hjälp med något problem som de har.

## Historia
Tron på Jamkarani har jämförts med katolikernas tro att Jungfru Maria 1917 uppenbarade sig för tre barn till en fåraherde i Fátima i Portugal.
Moskén, som ligger sex kilometer öster om Qom, har varit en helig plats sedan den 22 februari 984. Då ska en man vid namn Hassan ibn Muthlih Jamkarani ha mött Muhammad al-Mahdi tillsammans med profeten Al-Khidr. Jamkarani blev tillsagd att marken de befann sig på var helig och att ägaren - Hasan bin Muslim - skulle sluta odla på den och använda de pengar han tjänat på sitt tidigare jordbruk till att bygga en moské.

## Ritual

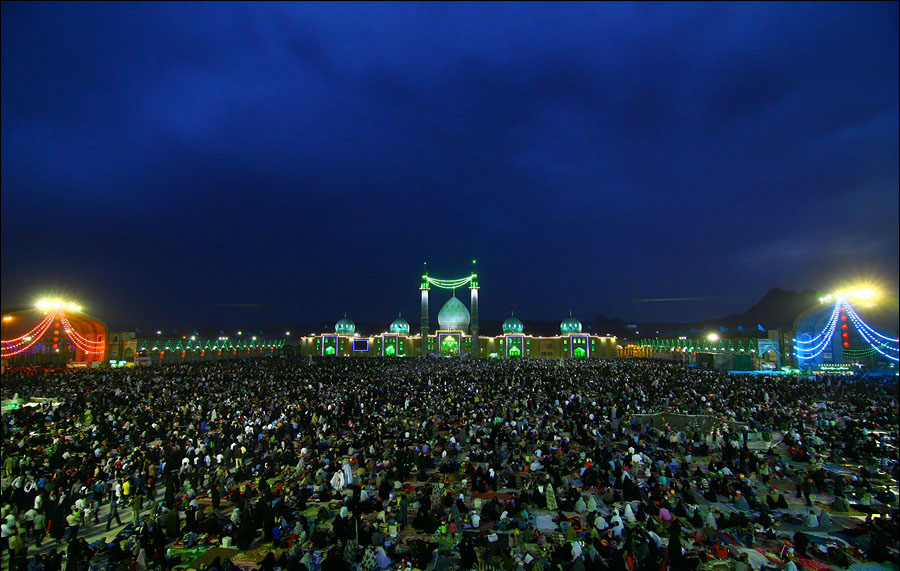
Jamkaran-moskén vid högtiden mid-sha'ban

Under perioden 1995-2005 blev moskén mycket populär, och många pilgrimer, särskilt unga människor, började besöka den. På moskéns baksida finns en brunn för böner där enligt sägnen den tolfte imamen en gång blev "mirakulöst synlig för ett kort intensivt ögonblick av kärleksfull gemenskap med sin skapare". Vid den heliga brunnen lämnar pilgrimerna sina brev med böner, som de hoppas ska bli mottagna av Imam Mahdi.
Tisdagar är särskilt populära eftersom det sägs vara den veckodag uppenbarelsen ägde rum och därför den dag då imamen, trots att han är osynlig, tar emot pilgrimernas böner (tawassul). Förutom den religiösa ritualen, har sammankomsterna också betydande sociala och ekonomiska inslag med försäljare på parkeringsplatserna, familjer som breder ut sina picknick-mattor på marken och tusentals människor som vandrar omkring som om de väntade på en speciell händelse. Vid vissa tillfällen kan över hundratusen pilgrimer delta i kvällsbönen utanför den överfyllda moskén. För att uppfylla Islams regler om separation av könen, har kvinnor sin speciella avgränsade plats som också har sin egen brunn. På tisdagarna brukar också moskéns kök servera ett gratis mål mat till tusentals fattiga människor. (Det finns en betydande del av shia-skrifterna som hävdar att även om Imam Mahdi är dold hjälper han dem som är i nöd).
En av presidents Mahmoud Ahmadinejads första beslut som president, var att donera motsvarande 10 miljoner pund för att omvandla den lilla moskén till ett storslaget komplex med minareter, bönehallar, bilparkeringar och badrum för abdest.

## Galleri

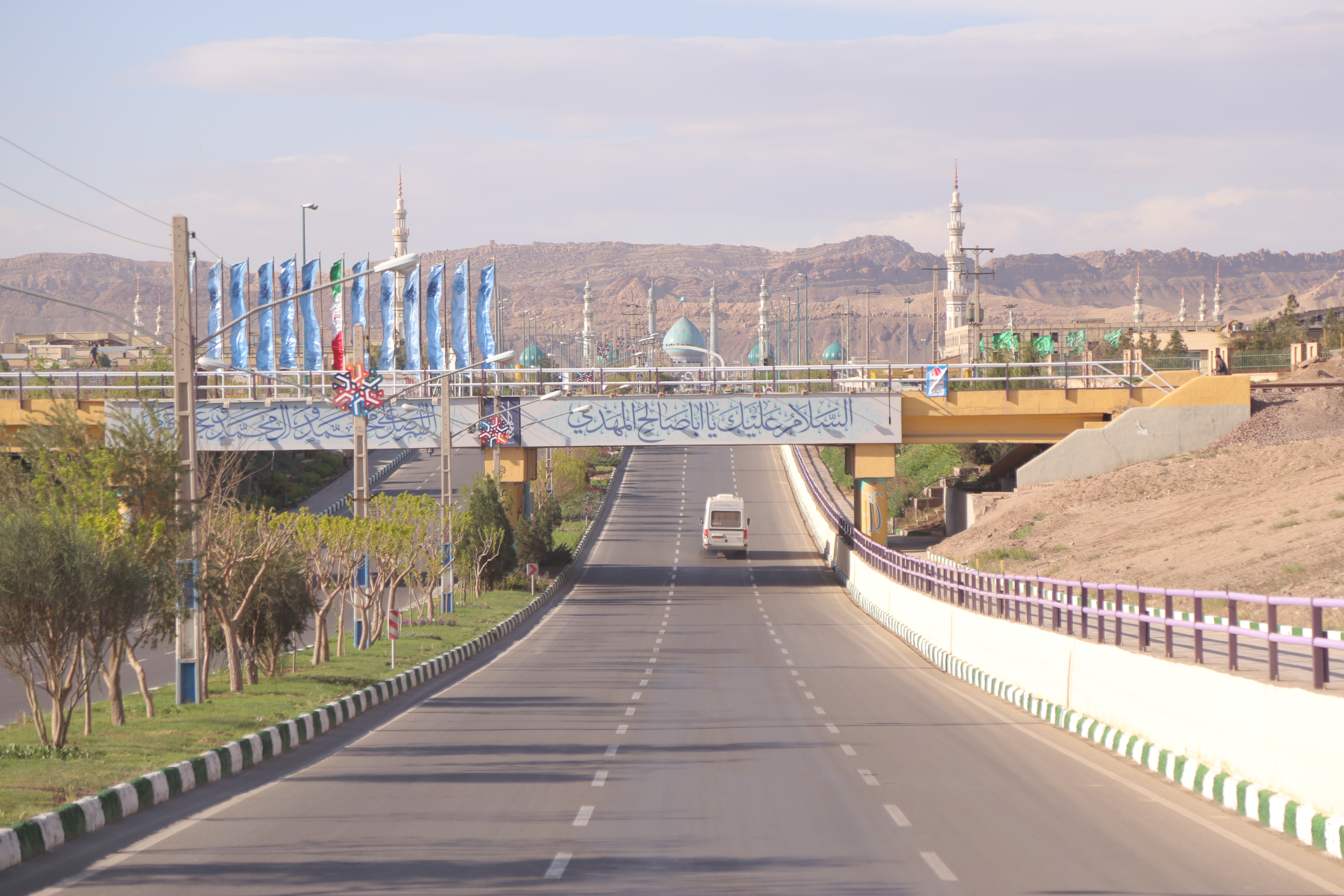
Moskén från ett längre avstånd.
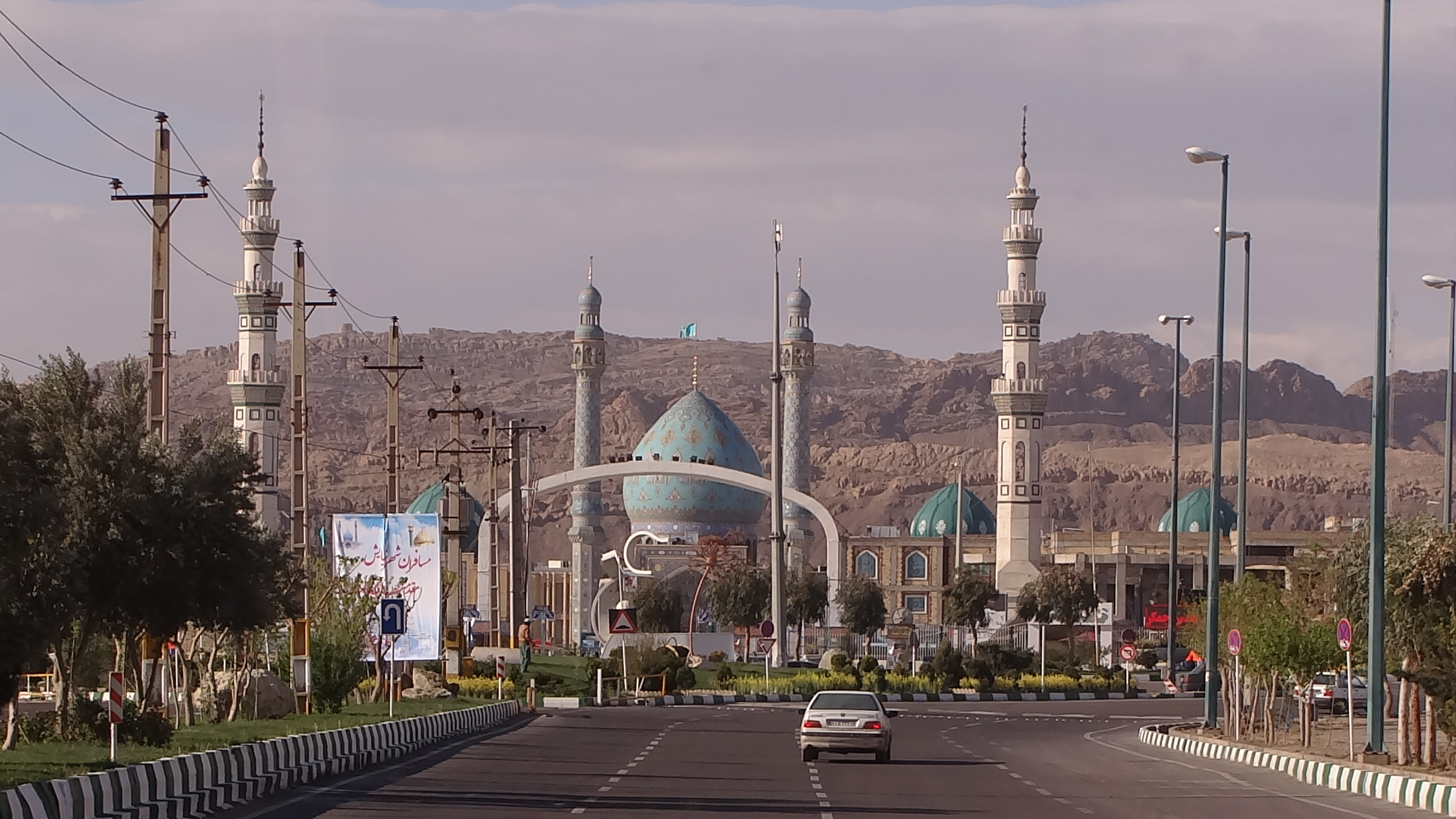
Moskén utanför ingången.
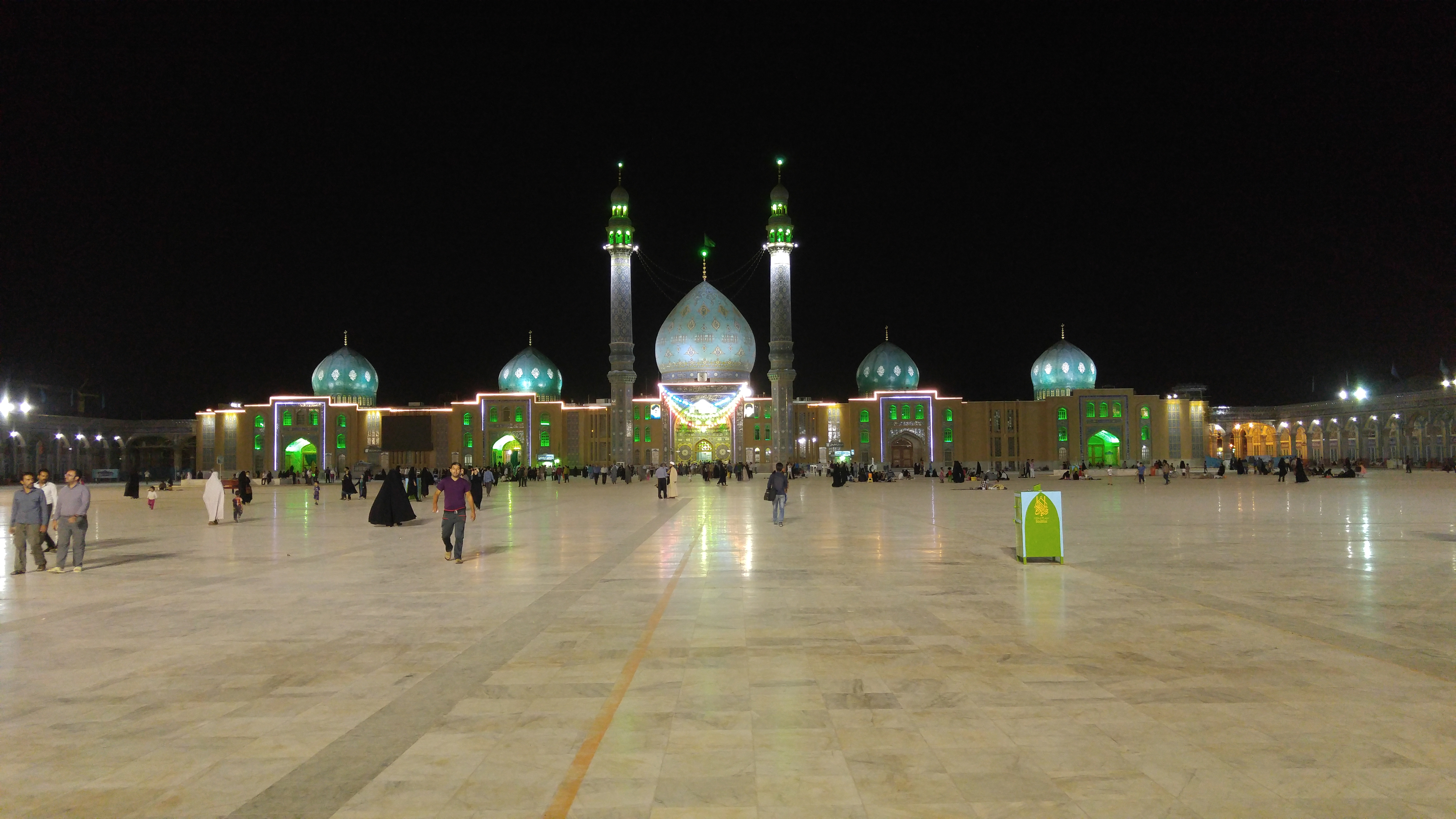
Moskéns utegård.
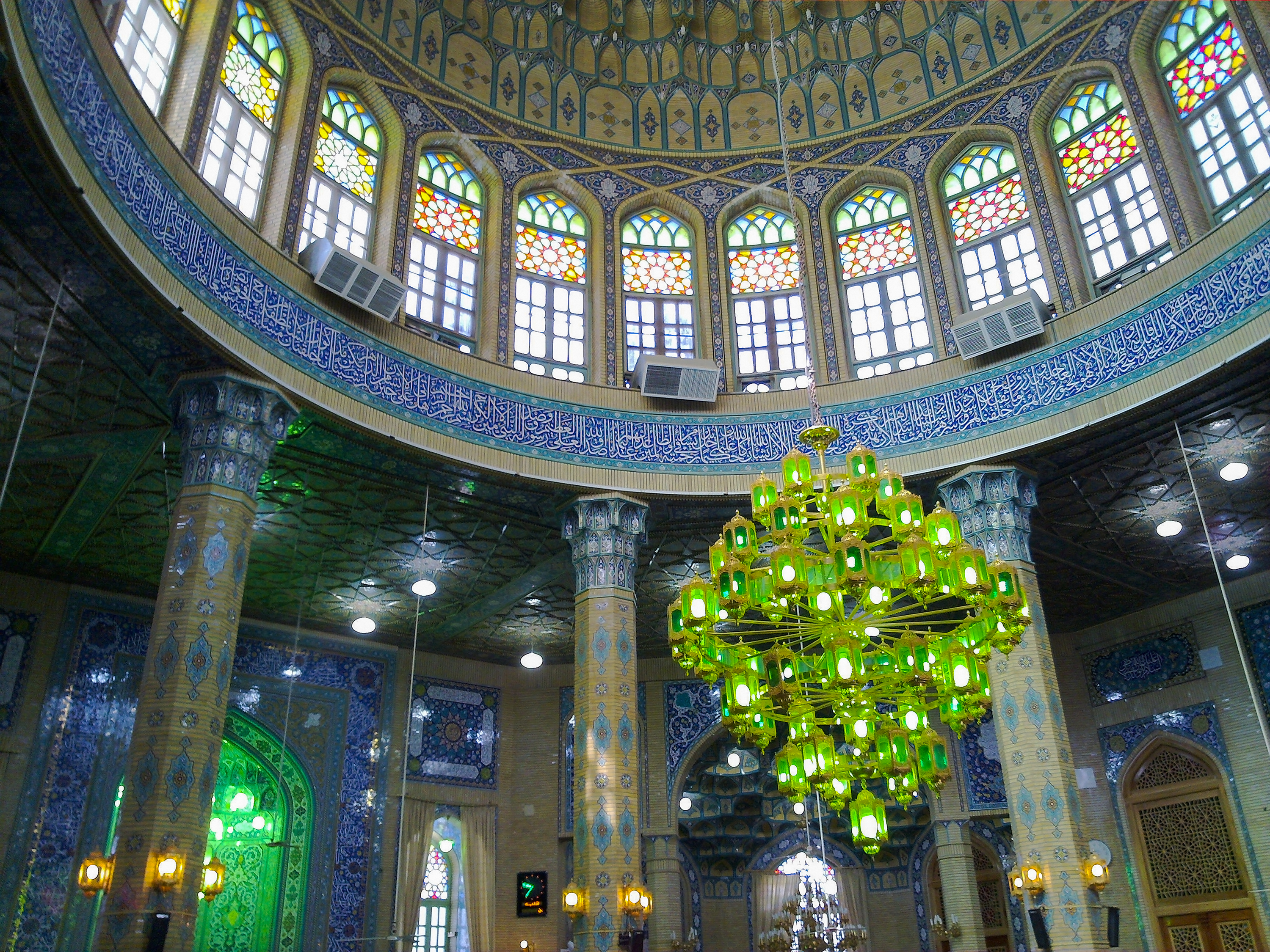
På insidan under en kupol.
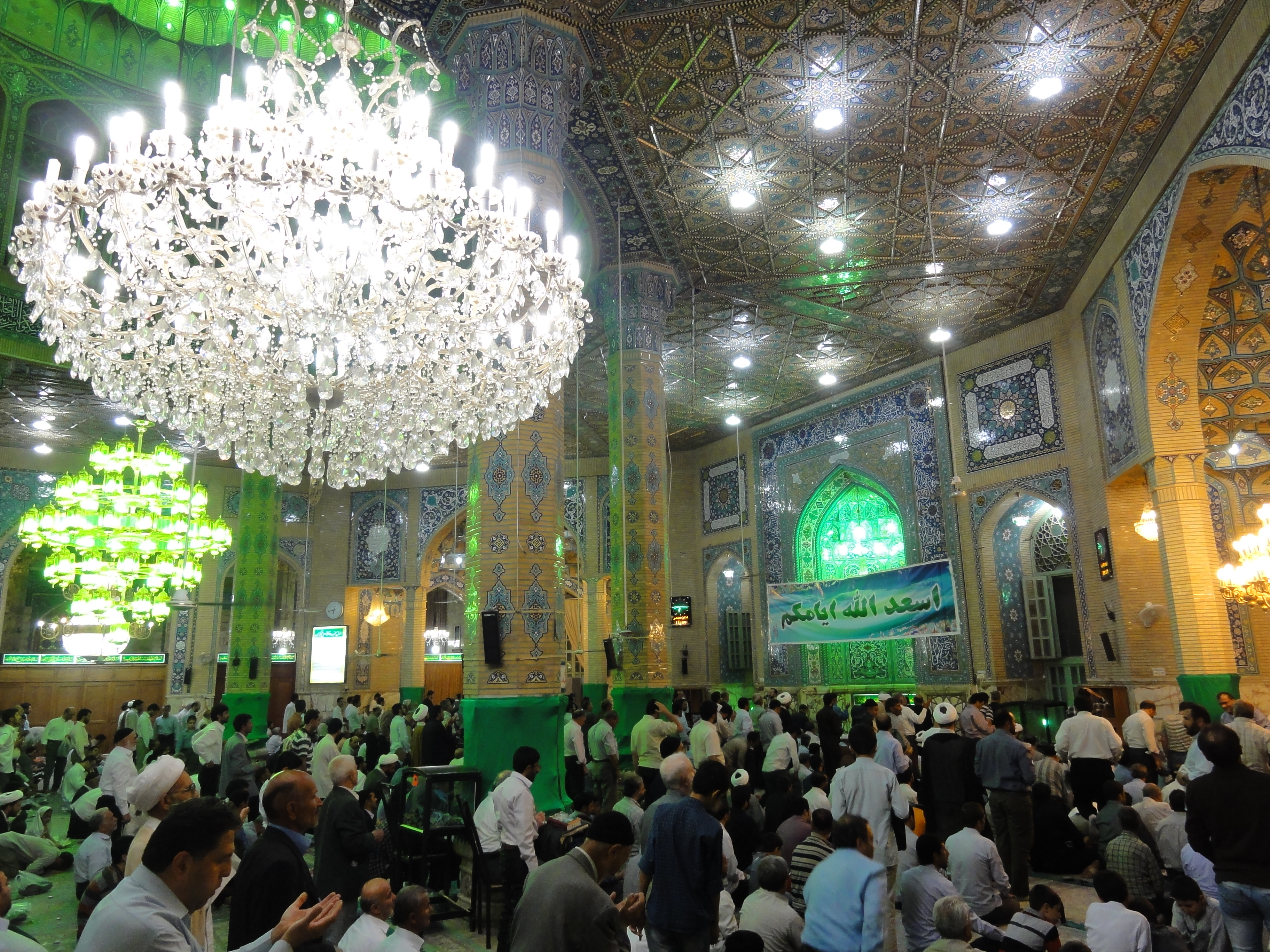
På insidan av moskén med vissa som ber.